# Lettgallische Sprache
Lettgallisch kann als Sprache zwei Bedeutungen haben:
1. Es war die Sprache der Lettgallen in einem großen Teil des heutigen Staatsgebiets von Lettland. Lettgallisch war Teil der östlichen Gruppe der baltischen Sprachen innerhalb der indogermanischen Sprachfamilie. Geschichtlich gesehen hat sich das Lettische aus dem Lettgallischen mit Einflüssen von ein paar anderen Sprachen, z. B. dem Kurischen und dem Semgallischen entwickelt.
2. Heute ist normalerweise die Sprache gemeint, wie sie im östlichen Teil Lettlands gesprochen wird; sie wird manchmal als eigenständige Sprache, manchmal als regionaler Dialekt des Lettischen gesehen. Das moderne Lettgallisch ist ein Ergebnis der politischen Trennung Lettgallens vom Rest Lettlands während mehrerer Jahrhunderte.

## Geschichte

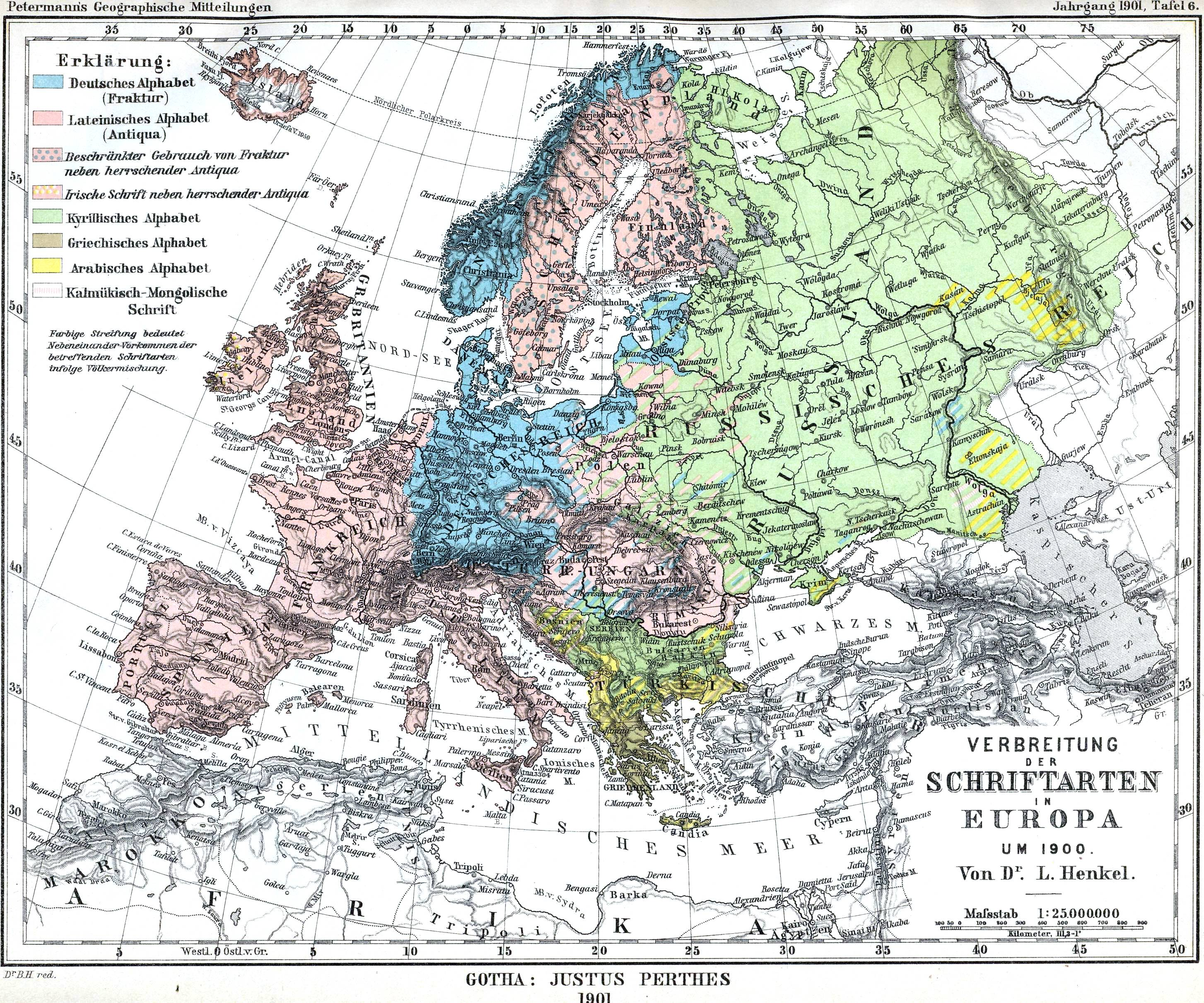
Historische Darstellung der Verbreitung der Schriftarten in Europa aus Petermanns Mitteilungen (1901). Die Darstellung stellt die Verhältnisse zu Beginn des 20. Jahrhunderts jedoch unrealistisch dar: In Dänemark und Norwegen wurde zu dieser Zeit bereits überwiegend Antiqua verwendet, und in Deutschland wurde – wie bereits aus der Beschriftung der Karte erkennbar – nicht ausschließlich in Fraktur gedruckt. Man beachte die Verhältnisse im Baltikum

Die lettgallische Sprache entwickelte sich seit dem 18. Jahrhundert in schriftlicher Überlieferung aus Dialekten, die von Letten im östlichen Teil des Landes gesprochen wurden. Das früheste erhaltene Buch auf lettgallisch ist das Evangelia toto anno (‚Evangelien für das ganze Jahr‘) von 1753. Die ersten Rechtschreibungsregeln waren dem Polnischen entlehnt und verwendeten Antiqua-Schriften. Sie unterschieden sich sehr von der Rechtschreibung im restlichen Lettland, die, vom Deutschen beeinflusst, normalerweise in Fraktur (Schrift) bzw. gotischer Schrift geschrieben wurde. Viele lettgallische Bücher des späten 18. und des frühen 19. Jahrhunderts wurden von jesuitischen Priestern verfasst, die aus verschiedenen europäischen Ländern ins polnisch geprägte Lettgallen kamen, damals der nordöstliche Vorposten des Katholizismus; ihre Schriften umfassten religiöse Literatur, Kalender und Gedichte.
Die Veröffentlichung von Büchern in lettgallischer Sprache war von 1865 bis 1904 verboten. Das damit verbundene Verbot, in diesem Gebiet des russischen Reiches das lateinische Alphabet zu verwenden, folgte unmittelbar, nachdem Aufstände in Polen, Litauen und Lettgallen die zaristische Herrschaft herausgefordert hatten. Während des Verbots gelangte nur eine kleine Menge geschmuggelter katholischer Schriften ins Land und darüber hinaus war nur wenig, meist handgeschriebene Literatur erhältlich, z. B. die Kalender des Bauern und Autodidakten Andryvs Jūrdžs.
Nach der Aufhebung des Verbotes 1904 gab es eine schnelle Wiedergeburt der lettgallischen Schriftüberlieferung; erste Zeitungen, Lehrbücher und Grammatiken erschienen. 1918 wurde Lettgallen (lettisch: Latgale) Teil des neugeschaffenen lettischen Staates. Von 1920 bis 1934 entwickelten sich die beiden Sprachen der Letten nebeneinander, aber nach der Machtergreifung durch Kārlis Ulmanis 1934 wurden der Verwendung des Lettgallischen schwere Beschränkungen auferlegt. Lettgallisch überlebte während der Zeit der sowjetischen Besatzung von 1940 bis 1991 nur als gesprochene Sprache; zwischen 1959 und 1989 gab es praktisch keinerlei Druckwerke im Land. Einige emigrierte lettgallische Intellektuelle jedoch fuhren fort, Bücher und Studien in ihrer Sprache und über diese zu veröffentlichen, unter ihnen ist vor allem Mikelis Bukšs zu nennen.
Seit der Wiederherstellung der lettischen Unabhängigkeit gibt es eine merkliche Zunahme des Interesses an der lettgallischen Sprache und dem kulturellen Erbe. Die Sprache wird als Freifach an einigen Universitäten gelehrt, in Rēzekne druckt der Verlag des lettgallischen Kulturzentrums (Latgales kultūras centra izdevniecība) alte und neue lettgallische Bücher. Angesichts der jahrhundertelangen katholischen Prägung des Großteils der lettgallischen Bevölkerung ist es von gar nicht zu überschätzender Bedeutung für den Gebrauch der eigenen Sprache (und mindestens ebenso für deren Wertschätzung), dass sie die Heilige Messe auf Lettgallisch feiern können. Dazu wurde das Missale Romanum ins Lettgallische übersetzt. In den Jahren 2013 und 2014 erschien – mit Unterstützung von Renovabis – auch das lettgallische Lektionar in sieben Bänden.

## Beschreibung
Lettgallisch ist eine mäßig gebeugte Sprache; die Zahl der Verb- und Substantiv-Formen ist für viele andere baltischen und slawische Sprachen charakteristisch.

## Geographische Verbreitung
Lettgallisch wird von etwa 150.000 Personen gesprochen, hauptsächlich in Lettland; es gibt kleine lettgallisch-sprechende Gemeinden in Sibirien und dem übrigen Russland.

## Offizieller Status
Zwischen 1920 und 1934 war lettgallisch Amts- und Bildungssprache in Lettgallen. Heute hat die Sprache keinen offiziellen Status als Amtssprache mehr. Sie steht jedoch unter dem Schutz des lettischen Sprachgesetzes, das in seinem §3.4 festschreibt: „Der lettische Staat sichert die Erhaltung, den Schutz und die Entwicklung der lettgallischen Sprache als historische Variante der lettischen Sprache.“ Es gibt eine staatlich unterstützte Kommission für Rechtschreibung.
Ob es sich beim Lettgallischen um eine eigenständige Sprache oder einen Dialekt des Lettischen handelt, war im 20. Jahrhundert Gegenstand hitziger Debatten. Die Forschungsergebnisse von Antons Breidaks, Lidija Leikuma und anderer Sprachwissenschaftler weisen darauf hin, dass das Lettgallische alle Zeichen einer unabhängigen Sprache besitzt.

## Alphabet
Lettgallisch wird traditionell mit lateinischen Buchstaben geschrieben. Die Buchstaben „Q“, „X“ und „W“ erscheinen nur in Zitaten ausländischer Herkunft. Verschiedene diakritische Zeichen bereichern die Ausdrucksmöglichkeiten. Die heutige Orthographie benutzt die gleichen 33 Zeichen wie die Lettische Sprache und zusätzlich „Y“ und das „lange O“ (O mit Makron: „Ō“).
Die folgende Tabelle zeigt die Buchstaben mit ihrer Benennung und in der richtigen Sortierfolge:
| A a [a]  | Ā ā [ā]  | B b [be] | C c [ce] | Č č [če] | D d [de] | E e [e]  |
| Ē ē [ē]  | F f [ef] | G g [ge] | Ģ ģ [ģe] | H h [he] | I i [i]  | Y y [y]  |
| Ī ī [ī]  | J j [je] | K k [ka] | Ķ ķ [ķe] | L l [el] | Ļ ļ [eļ] | M m [em] |
| N n [en] | Ņ ņ [eņ] | O o [o]  | Ō ō [ō]  | P p [pe] | R r [er] | S s [es] |
| Š š [eš] | T t [te] | U u [u]  | Ū ū [ū]  | V v [ve] | Z z [ze] | Ž ž [že] |

## (Unter)dialekte
Die Sprecher des Lettgallischen kann man in drei Hauptgruppen einteilen: nördliche, mittlere und südliche. Diese drei lokalen Dialektfärbungen sind gegenseitig vollständig verständlich und unterscheiden sich lediglich durch kleine Unterschiede in Vokalen, Diphthongen und Beugungsendungen. Die Regionaldialekte des zentralen Lettgallens (wie sie in den Städten und ländlichen Gemeinden Jasmuiža, Vuorkova, Vydsmuiža, Viļāni, Sakstagols, Ūzulaine, Makašāni, Drycāni, Gaigalova, Bierži, Tilža und Nautrāni gesprochen werden) bilden heute die lautliche Grundlage des modernen Standard-Lettgallischen. Die Literatur des 18. Jahrhunderts hingegen war mehr von den südlichen Dialekten beeinflusst.